# Laboratoire de physique et chimie de l'environnement et de l'espace
Le Laboratoire de physique et chimie de l'environnement et de l'espace ou LPC2E est un laboratoire de recherche français spécialisé dans l'étude physico-chimique des couches supérieures l'atmosphère terrestre, l'analyse  des plasmas spatiaux, l'étude de l'atmosphère et de la surface des planètes et les observations des objets lointains en radioastronomie. Le LPC2E développe l'instrumentation nécessaire à ses recherches. Le LPC2E, qui emploie une centaine de personnes, est installé à Orléans-la-Source un quartier de la ville d'Orléans. Le laboratoire est une unité mixte (UMR 7328) qui dépend à la fois de l'Université d'Orléans et du CNRS.

## Thèmes de recherche
Atmosphère terrestre
Composition chimique de la stratosphère et de la haute troposphère et étude de son évolution sous l'influence de l'activité humaine.
Environnements planétaires
Étude des caractéristiques physico-chimiques des atmosphères et surfaces des autres planètes en particulier mesure des paramètres physiques de Titan, analyse des poussières cométaires, analyse in situ d'échantillons du sol de Mars, recherche de traces de vie présente ou passée sur Mars
.
Physique des plasmas spatiaux
L'étude des plasmas présents dans le système solaire : plasmas du Soleil (couronne solaire et vent solaire), plasmas de l'environnement terrestre (ionosphère, magnétosphère, régions situées à la limite de la magnétosphère), plasmas des planètes et enfin plasma des comètes créé lors de leur passage près du Soleil.
Astrophysique
Le laboratoire utilise le Radiotélescope de Nançay pour mener principalement trois types de recherche : l'étude des étoiles à neutrons, l'étude de la structure de l'univers  et la simulation numérique pour l'étude de la formation des structures de l'Univers Local.

### Instrumentation spatiale
Le laboratoire est impliqué dans le développement de plusieurs instruments scientifiques embarqués  à bord de sondes spatiales et de satellites.
Missions achevées
- Auréole 3 (satellite franco-soviétique d'étude de l'atmosphère terrestre : expérience ISOPROBE
- Déméter (microsatellite d'étude des ondes électromagnétiques créées dans les régions sismique) : fourniture de la charge scientifique
- Double Star (satellite franco-chinois d'étude de la magnétosphère terrestre) : participations aux expériences STAFF et LFEW
- Interball 2 (satellite russe d'étude des régions polaires) : senseurs magnétiques MEMO
- Phobos 1 et 2 : expérience PWS d'étude du plasma et des ondes de l'environnement martien

Missions en cours
- Rosetta : fourniture du système de faisceau d'ions primaires (PIBS) du spectromètre de masse COSIMA
- Cassini-Huygens : fourniture de l'instrument PWA composant de l'expérience HASI de mesure de la conductivité atmosphérique embarqué à bord de la sonde Huygens.
- CLUSTER (mission d'étude du Soleil) : participation à l'expérience STAFF et fourniture de l'expérience WHISPER mesurant les fluctuations du champ électrique.

Missions en phase de développement
- BepiColombo (mission d'étude de Mercure : développement de l'instrument AM²P (Mesure active de l'environnement ionisé de Mercure) chargé de mesurer la densité et la température des électrons thermiques
- Solar Orbiter (étude du Soleil, lancement en 2017) :   capteur de champ magnétique alternatif SCM faisant partie de l'expérience RPW dont le développement est piloté par le LESIA
- Participation à la charge utile du rover ExoMars (MARS-GEOMICROPAL)
- Participation à la charge utile de Taranis